# Groote of Roode Beek
De Groote of Roode Beek is een beek in de Nederlandse provincie Noord-Brabant. De beek heeft een verval van 22 meter. 

## Loop
De beek begint aan de rand van de Chaamse Bossen aan de Chaamseweg op een hoogte van 28 meter. Daarna stroomt hij langs een aantal huizen aan de Chaamseweg. Zodra de beek de Baarleseweg kruist, stroomt hij langs Chaam. Als de beek het dorp heeft verlaten, kruist hij de Meerleseweg en gaat vervolgens weer door de Chaamse bossen. Uiteindelijk mondt hij daar ook uit in de Chaamse Beek.

## Geologie
De beek stroomt (net als de meeste andere beken in Noord-Brabant) in zijn geheel door de plaatselijke zandgronden.

## Geografie
De nabijgelegen kernen zijn: Alphen en Chaam